# Gâlgău Almașului, Sălaj
Gâlgău Almașului (în maghiară: Almásgalgó) este un sat în comuna Bălan din județul Sălaj, Transilvania, România.

## Legături externe

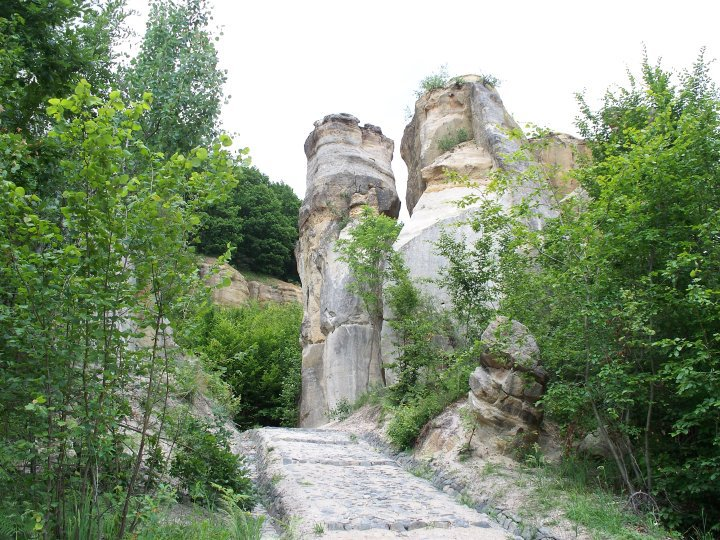
Rezervația naturală Grădina Zmeilor

## Obiective turistice
- Rezervația naturală Grădina Zmeilor (3 ha). Clip Video